# جوليان سيمونز
جوليان سيمونز (بالإنجليزية: Julian Simmons)‏ هو مذيع ‏ بريطاني، ولد في 20 فبراير 1952 في بلفاست في المملكة المتحدة.

## وصلات خارجية
- جوليان سيمونز على موقع IMDb (الإنجليزية)
- جوليان سيمونز على موقع قاعدة بيانات الفيلم (الإنجليزية)